# Peringueyella zulu
Peringueyella zulu är en insektsart som beskrevs av Johann Heinrich Kaltenbach 1971. Peringueyella zulu ingår i släktet Peringueyella och familjen vårtbitare. Inga underarter finns listade i Catalogue of Life.